# World Rugby U-20 Trophy 2024
World Rugby U-20 Trophy 2024 – czternasty turniej z cyklu World Rugby U-20 Trophy, który odbył się w Szkocji pomiędzy 2 a 17 lipca 2024 roku. Były to międzynarodowe zawody narodowych drużyn rugby union organizowane pod auspicjami World Rugby dla zawodników do 20 roku życia niższe rangą od rozgrywanych w tym samym roku World Rugby U-20 Championship.
Scottish Rugby Union otrzymał prawa do organizacji turnieju na początku lutego 2024 roku, jednocześnie ogłoszono, iż turniej odbędzie się na Edinburgh Rugby Stadium, a także podział na grupy i schemat rozgrywek. Charakterystyki zespołów i sędziowie zawodów. 
W rozgrywkach wzięło udział osiem reprezentacji, podzielonych na dwie grupy po cztery drużyny. Start w zawodach zapewniony mieli gospodarze oraz spadkowicze z Mistrzostw Świata 2023 – Japonia. O pozostałe sześć miejsc odbywały się regionalne turnieje, a awans uzyskały dotychczas Urugwaj (Sudamérica Rugby), Holandia (Rugby Europe), Hongkong (Asia Rugby), Samoa (Oceania Rugby), Kenia (Rugby Africa) i USA (Rugby Americas North).
W finale spotkały się niepokonane w fazie grupowej reprezentacje Szkocji i USA, w nim lepszy okazał się zespół z Europy tym samym powracając do zawodów elity.
Podczas mistrzostw były testowane zmiany w przepisach dotyczące m.in. kompetencji TMO, penalizacji niektórych szarży, wprowadzenia limitów czasowych przy młynie i aucie, zmiany zachowań w maulu i aucie oraz automatycznych zawieszeń przy czerwonej kartce.
Zawody były transmitowane w BBC Alba i platformie strumieniowej światowego związku.

## Faza grupowa

### Grupa A
| 2 lipca 202410:45 | Japonia U-20 | 105:20(39:15) | Hongkong U-20                                                                | Hive Stadium, Edynburg Sędzia: Ruairidh Campbell |
| 2 lipca 202410:45 | Jingo Takenoshita 10 (2P) Daichi Yoshikawa 5 (P) Towa Nunobiki 10 (2P) Kent Iioka 20 (4P) Sojiro Otsuka 5 (P) Kohaku Ebisawa 5 (P) Kenshin Shimizu 15 (3P) Rieto Ito 10 (2P) Chuka Ishibashi 5 (P) Takaya Motohashi 20 (10pd) | 105:20(39:15) | Dom Hedley 5 (P) Justin Edan 5 (P) Marcus D'Acre 5 (P) Blake Elliot 5 (pd K) | Hive Stadium, Edynburg Sędzia: Ruairidh Campbell |
| 2 lipca 202410:45 | Isaac Campbell-Wu | 105:20(39:15) |                                                                              | Hive Stadium, Edynburg Sędzia: Ruairidh Campbell |

| 2 lipca 202416:15 | Szkocja U-20 | 123:15(66:3) | Samoa U-20                                    | Hive Stadium, Edynburg Sędzia: Katsuki Furuse |
| 2 lipca 202416:15 | Jerry Blyth-Lafferty 10 (2P) Andrew McLean 29 (P 12pd) Callum Norrie 5 (P) Finlay Doyle 15 (3P) Robbie Deans 5 (P) Ollie Blyth-Lafferty 5 (P) Johnny Ventisei 5 (P) Ryan Burke 5 (P) Jack Hocking 7 (P pd) Conor McAlpine 7 (P pd) Ruaraidh Hart 5 (P) Gavin Parry 5 (P) Fergus Watson 15 (3P) Liam McConnell 5 (P) | 123:15(66:3) | Totoa Auvaa 10 (2P) Panaua Niulevaea 5 (pd K) | Hive Stadium, Edynburg Sędzia: Katsuki Furuse |
| 2 lipca 202416:15 | Kirisimasi Douglas | 123:15(66:3) |                                               | Hive Stadium, Edynburg Sędzia: Katsuki Furuse |

| 7 lipca 202413:30 | Szkocja U-20 | 101:0(52:0) | Hongkong U-20 | Hive Stadium, Edynburg Sędzia: Nicolae Fratila |
| 7 lipca 202413:30 | Jerry Blyth-Lafferty 5 (P) Finlay Doyle 15 (3P) Johnny Ventisei 5 (P) Ryan Burke 5 (P) Jack Hocking 5 (P) Fergus Watson 5 (P) Liam McConnell 5 (P) Freddy Douglas 10 (2P) Hector Patterson 5 (P) Ludo Kolade 5 (P) Jonny Morris 10 (2P) Matthew Urwin 26 (13pd) | 101:0(52:0) |               | Hive Stadium, Edynburg Sędzia: Nicolae Fratila |
| 7 lipca 202413:30 | Ludo Kolade | 101:0(52:0) |               | Hive Stadium, Edynburg Sędzia: Nicolae Fratila |

| 7 lipca 202416:15 | Japonia U-20 | 81:7(27:7) | Samoa U-20                                  | Hive Stadium, Edynburg Sędzia: Cauã Ricardo Santos |
| 7 lipca 202416:15 | Kent Iioka 5 (P) Kohaku Ebisawa 19 (3P 2pd) Kenshin Shimizu 10 (2P) Chuka Ishibashi 5 (P) Takaya Motohashi 10 (5pd) Tasuku Masuyama 5 (P) Kyoya Tanaka 5 (P) Ryoku Masuo 5 (P) Yamato Ueda 5 (P) Shusui Kamei 5 (P) Jinnosuke Mori 5 (P) Joji Takaki 2 (pd) | 81:7(27:7) | Maoaluma Pasa 5 (P) Panaua Niulevaea 2 (pd) | Hive Stadium, Edynburg Sędzia: Cauã Ricardo Santos |
| 7 lipca 202416:15 | Benjamin Faavae | 81:7(27:7) |                                             | Hive Stadium, Edynburg Sędzia: Cauã Ricardo Santos |

| 12 lipca 202410:45 | Samoa U-20                                                                      | 39:19(17:12) | Hongkong U-20                                                                      | Hive Stadium, Edynburg Sędzia: Sylvain Mane |
| 12 lipca 202410:45 | Panaua Niulevaea 24 (2P 4pd 2K) Benjamin Faavae 5 (P) Taitaifono Tavita 10 (2P) | 39:19(17:12) | Marcus D'Acre 5 (P) Blake Elliot 2 (pd) Ben Sheldon 5 (P) Matthew Rickard 7 (P pd) | Hive Stadium, Edynburg Sędzia: Sylvain Mane |
| 12 lipca 202410:45 | Alauni Fatu                                                                     | 39:19(17:12) |                                                                                    | Hive Stadium, Edynburg Sędzia: Sylvain Mane |

| 12 lipca 202418:45 | Szkocja U-20                                                                                                 | 46:10(12:0) | Japonia U-20                             | Hive Stadium, Edynburg Sędzia: Lex Weiner |
| 12 lipca 202418:45 | Geordie Gwynn 10 (2P) Andrew McLean 21 (P 5pd 2K) Finlay Doyle 5 (P) Jack Hocking 5 (P) Freddy Douglas 5 (P) | 46:10(12:0) | Tasuku Masuyama 5 (P) Shusui Kamei 5 (P) | Hive Stadium, Edynburg Sędzia: Lex Weiner |
| 12 lipca 202418:45 | Koki Kawagoe                                                                                                 | 46:10(12:0) |                                          | Hive Stadium, Edynburg Sędzia: Lex Weiner |

### Grupa B
| 2 lipca 202413:30 | Urugwaj U-20                                                                                                   | 25:7(15:0) | Kenia U-20                            | Hive Stadium, Edynburg Sędzia: Ethan Glass |
| 2 lipca 202413:30 | Icaro Amarillo 5 (pd K) Pedro Hoblog 5 (P) Francisco Garcia 5 (P) Santiago Cagnone 5 (P) Alfonso Perillo 5 (P) | 25:7(15:0) | Mike Wamalwa 5 (P) James Olela 2 (pd) | Hive Stadium, Edynburg Sędzia: Ethan Glass |
| 2 lipca 202413:30 | Philip Okeyo                                                                                                   | 25:7(15:0) |                                       | Hive Stadium, Edynburg Sędzia: Ethan Glass |

| 2 lipca 202418:45 | Holandia U-20                                                                    | 33:44(12:41) | Stany Zjednoczone U-20                                                                                      | Hive Stadium, Edynburg Sędzia: Morgan White |
| 2 lipca 202418:45 | Joris Smits 15 (3P) Teun Karst 5 (P) Mart van der Veen 5 (P) Ilan Vaasen 8 (4pd) | 33:44(12:41) | Corbin Smith 11 (4pd K) Oliver Cline 3 (K) Keelan Farrell 20 (4P) Dylan Fortune 5 (P) Graeme Pedegana 5 (P) | Hive Stadium, Edynburg Sędzia: Morgan White |
| 2 lipca 202418:45 | Dylan Fortune · Jordan Vassel                                                    | 33:44(12:41) | | Hive Stadium, Edynburg Sędzia: Morgan White |

| 7 lipca 202410:45 | Urugwaj U-20                                                       | 15:32(8:3) | Stany Zjednoczone U-20                                                                    | Hive Stadium, Edynburg Sędzia: Sylvain Mane |
| 7 lipca 202410:45 | Icaro Amarillo 5 (pd K) Francisco Garcia 5 (P) Santiago Gini 5 (P) | 15:32(8:3) | Corbin Smith 5 (P) Oliver Cline 13 (2pd 3K) Keelan Farrell 5 (P) Benjamin Saunders 9 (3K) | Hive Stadium, Edynburg Sędzia: Sylvain Mane |
| 7 lipca 202410:45 | Santiago Gini                                                      | 15:32(8:3) | Asbjorn Ross                                                                              | Hive Stadium, Edynburg Sędzia: Sylvain Mane |

| 7 lipca 202418:45 | Holandia U-20 | 51:3(41:3) | Kenia U-20        | Hive Stadium, Edynburg Sędzia: Lex Weiner |
| 7 lipca 202418:45 | Joris Smits 10 (2P) Ilan Vaasen 16 (P 4pd K) Toine Obiang Nguema 5 (P) Kees de Bruin 5 (P) Flynn Baker 5 (P) Niek Doornenbal 5 (P) Kit Temperley 5 (P) | 51:3(41:3) | James Olela 3 (K) | Hive Stadium, Edynburg Sędzia: Lex Weiner |
| 7 lipca 202418:45 | Clein Omukhulu | 51:3(41:3) |                   | Hive Stadium, Edynburg Sędzia: Lex Weiner |

| 12 lipca 202413:30 | Kenia U-20                                                                  | 17:30(3:8) | Stany Zjednoczone U-20                                                                                | Hive Stadium, Edynburg Sędzia: Nicolae Fratila |
| 12 lipca 202413:30 | James Olela 3 (K) Samuel Otete 5 (P) Daniel Bett 5 (P) Philip Okeyo 4 (2pd) | 17:30(3:8) | Rand Santos 5 (P) Max Threlkeld 5 (P) Keelan Farrell 5 (P) Luke Schaefer 5 (P) Tito Edjua 10 (2pd 2K) | Hive Stadium, Edynburg Sędzia: Nicolae Fratila |

| 12 lipca 202416:15 | Urugwaj U-20                                                                                    | 32:16(3:10) | Holandia U-20                           | Hive Stadium, Edynburg Sędzia: Ethan Glass |
| 12 lipca 202416:15 | Franco Bertini 5 (P) Pedro Hoblog 5 (P) Francisco Landauer 17 (P 3pd 2K) Augusto Flangini 5 (P) | 32:16(3:10) | Teun Karst 5 (P) Ilan Vaasen 11 (pd 3K) | Hive Stadium, Edynburg Sędzia: Ethan Glass |
| 12 lipca 202416:15 | Mart van der Veen · Tom van Ooijen                                                              | 32:16(3:10) |                                         | Hive Stadium, Edynburg Sędzia: Ethan Glass |

## Faza pucharowa

### Mecz o 7. miejsce
| 17 lipca 202410:45 | Hongkong U-20                                                                                   | 34:14(29:14) | Kenia U-20                                                                       | Hive Stadium, Edynburg Sędzia: Cauã Ricardo Santos |
| 17 lipca 202410:45 | Dom Hedley 5 (P) Ben Sheldon 10 (2P) Matthew Rickard 9 (P 2pd) James Kee 5 (P) Hassan Lin 5 (P) | 34:14(29:14) | James Olela 2 (pd) Philip Okeyo 2 (pd) Andycole Omolo 5 (P) Eugene Ojiambo 5 (P) | Hive Stadium, Edynburg Sędzia: Cauã Ricardo Santos |
| 17 lipca 202410:45 | Bramwel Mate · Daniel Bett                                                                      | 34:14(29:14) |                                                                                  | Hive Stadium, Edynburg Sędzia: Cauã Ricardo Santos |

### Mecz o 5. miejsce
| 17 lipca 202413:30 | Samoa U-20 | 29:46(5:29) | Holandia U-20 | Hive Stadium, Edynburg Sędzia: Ruairidh Campbell |
| 17 lipca 202413:30 | Totoa Auvaa 5 (P) Panaua Niulevaea 2 (pd) Benjamin Faavae 5 (P) Henry Aiono 5 (P) Tagiilima Ripine 5 (P) Harry Hanipale 5 (P) Antonio Popoalii 2 (pd) | 29:46(5:29) | Ilan Vaasen 21 (P 2pd 4K) Kees de Bruin 5 (P) Niek Doornenbal 5 (P) Kit Temperley 10 (2P) Tobias de Prieelle 5 (P) | Hive Stadium, Edynburg Sędzia: Ruairidh Campbell |
| 17 lipca 202413:30 | Antonio Popoalii | 29:46(5:29) | | Hive Stadium, Edynburg Sędzia: Ruairidh Campbell |

### Mecz o 3. miejsce
| 17 lipca 202416:15 | Japonia U-20 | 75:22(26:8) | Urugwaj U-20                                                                                 | Hive Stadium, Edynburg Sędzia: Morgan White |
| 17 lipca 202416:15 | Jingo Takenoshita 5 (P) Kent Iioka 5 (P) Kenshin Shimizu 10 (2P) Rieto Ito 15 (P 5pd) Takaya Motohashi 10 (2P) Tasuku Masuyama 10 (2P) Shusui Kamei 10 (2P) Joji Takaki 10 (5pd) | 75:22(26:8) | Franco Bertini 5 (P) Francisco Garcia 5 (P) Francisco Landauer 7 (2pd K) Felipe Bofill 5 (P) | Hive Stadium, Edynburg Sędzia: Morgan White |
| 17 lipca 202416:15 | Icaro Amarillo | 75:22(26:8) |                                                                                              | Hive Stadium, Edynburg Sędzia: Morgan White |

### Finał
| 17 lipca 202418:45 | Szkocja U-20 | 48:10(17:0) | Stany Zjednoczone U-20                     | Hive Stadium, Edynburg Sędzia: Katsuki Furuse |
| 17 lipca 202418:45 | Jerry Blyth-Lafferty 10 (2P) Andrew McLean 2 (pd) Johnny Ventisei 5 (P) Jack Hocking 6 (3pd) Euan McVie 15 (3P) Tom Currie 5 (P) Kerr Yule 5 (P) | 48:10(17:0) | Corbin Smith 5 (pd K) Keelan Farrell 5 (P) | Hive Stadium, Edynburg Sędzia: Katsuki Furuse |